# Maison de la Radio
La Maison de la Radio, apodada maison ronde («casa redonda») y llamada antiguamente Maison de l'ORTF y posteriormente Maison de Radio France, es un edificio diseñado por el arquitecto Henry Bernard para acoger la sede de la radiotelevisión pública francesa e inaugurado el 14 de diciembre de 1963. Está constituida por una corona de 700 metros de circunferencia con una torre de 68 metros de altura en su centro. Alberga mil oficinas y sesenta y tres estudios de grabación. Está situada en la Avenue du Président-Kennedy, en el distrito XVI de París, Francia. Desde 1975 es la sede de Radio France. También fue la sede social de FR3 y posteriormente de France 3 entre 1975 y 1998. Radio France Internationale tuvo su sede social en este edificio entre 1987 y 2013.

## Historia
La construcción de un edificio para los servicios de radiotelevisión se decidió en los años 1950. El Estado adquirió en 1952 los terreno del distrito XVI de París a lo largo del Sena donde se situaba anteriormente una fábrica de gas, abandonada en 1928, y posteriormente un estadio. El proyecto fue elaborado por el arquitecto Henry Bernard.
La Maison de la Radio fue inaugurada el 14 de diciembre de 1963 por Charles de Gaulle, Presidente de la República Francesa, en presencia de André Malraux, Ministro de Cultura. El edificio fue sede de la Radiodiffusion-Télévision Française (RTF) desde enero de 1964 hasta el 27 de junio de 1964, y posteriormente de la Office de Radiodiffusion-Télévision Française (ORTF) hasta el 31 de diciembre de 1974. Albergaba entonces la dirección, los servicios y los estudios de radio de la ORTF, así como algunos auditorios utilizados como estudios de televisión. Tras el cierre de la ORTF el 1 de enero de 1975, fue concedida a Radio France y recibió el nombre de Maison de Radio France.
El 14 de diciembre de 2013 se festejaron los cincuenta años de la Maison de Radio France con un discurso del Presidente de la República Francesa y un espectáculo que contó con la presencia de Eddy Mitchell entre otros muchos. El 31 de octubre de 2014, la Maison de la Radio fue afectada por un grave incendio. Las instalaciones de las plantas séptima y octava del lado de la puerta F resultaron dañadas, plantas que estaban entonces en rehabilitación en el marco de las obras de modernización del edificio. La programación de las emisoras de Radio France se suspendió durante casi dos horas (de las 12:40 a las 14:10) tras la evacuación del personal. Las emisoras difundieron durante este tiempo un programa musical.

## Arquitectura y equipamientos

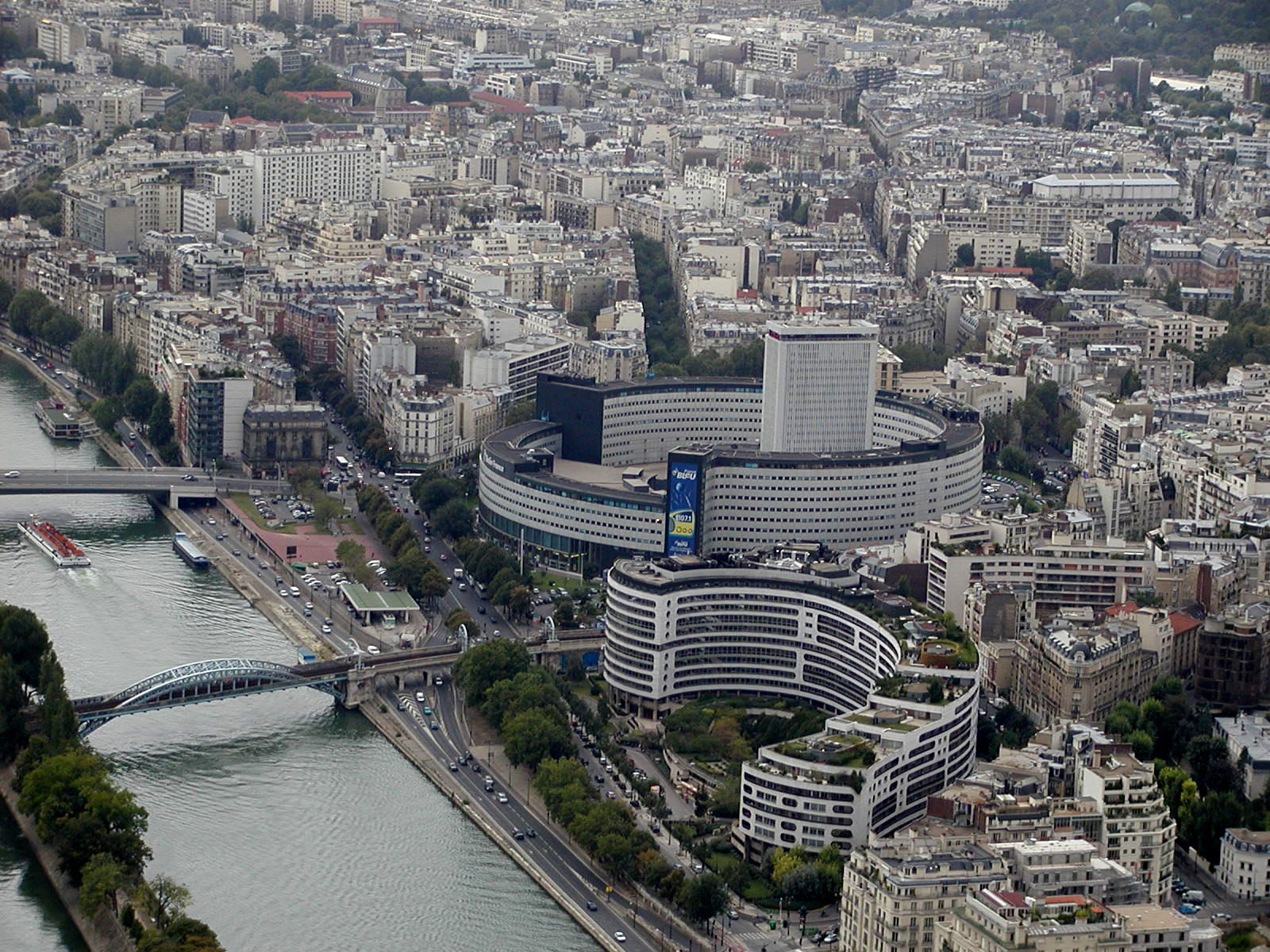
La Maison de la Radio vista desde la Torre Eiffel.

El edificio consiste en una corona de 500 metros de circunferencia con una torre de 68 metros de altura en su centro. Su particular forma ha inspirado los logotipos sucesivos de Radio France, logotipos apodados poêle à frire («sartén») debido a la forma de la Maison de la Radio. Además de los servicios centrales y los estudios de Radio France y de varias de sus emisoras, junto con RFI, el edificio acogía (hasta su cierre por obras en 2007) un museo consagrado a la radiodifusión, a la televisión y a las técnicas de grabación del sonido, unos sesenta estudios de grabación y un célebre estudio de televisión, el studio 102. Contiene también una sala de conciertos sinfónicos, la salle Olivier-Messiaen. Desde noviembre de 2014, dispone de un auditorio de 1461 asientos (situado en lugar de los antiguos estudios 102 y 103) y de una sala de 856 asientos (el estudio 104 renovado).
Desde su construcción, sus 100 000 m² se han calentado gracias a la energía geotérmica. El agua extraída de la cuenca del albiense, a seiscientos metros de profundidad, a una temperatura de 27 °C alimenta todo el sistema de calefacción. El agua, antes de ser vertida a 7 °C en el alcantarillado público, también alimenta el sistema de climatización de los grandes estudios de radio y televisión situados en la «pequeña corona» del edificio.
La Maison de la Radio es uno de los pocos edificios parisinos que disponen de un refugio nuclear, junto con el Palacio del Elíseo, el Ministerio de Economía, Finanzas e Industria en Bercy (distrito XII) o el edificio del antiguo Ministerio del Aire situado en el Boulevard Victor.

## Rehabilitación del edificio

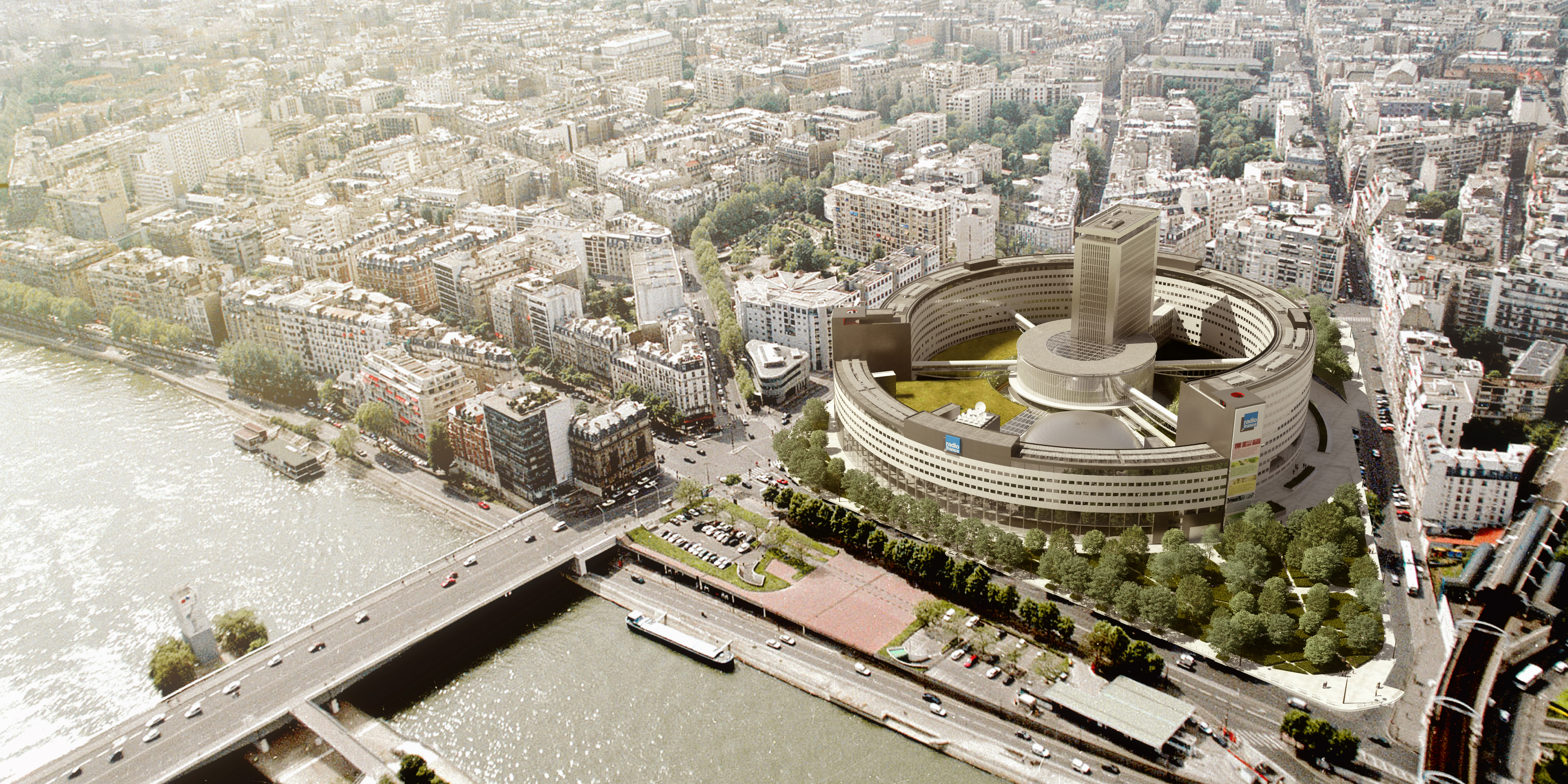
Restauración de la Maison de la Radio por AS.Architecture-Studio.

En 2003, el Prefecto de Policía de París ordenó la evacuación de la torre central debido a que no cumplía las normas antiincendio: un estudio había mostrado que resistía a un incendio de entre 11 y 40 minutos. Varios informes propusieron entonces el traslado de las diferentes radios públicas a otro lugar. Posteriormente la Maison de la Radio habría sido revendida o habría albergado, después de las obras, otro servicio del Estado, para lo cual se consideraron el Ministerio de Asuntos Exteriores y el Tribunal Superior de París. Estas soluciones se consideraron menos costosas que la rehabilitación del edificio, especialmente si los diferentes servicios de Radio France iban a seguir ocupando las instalaciones durante las obras.
Sin embargo, en 2005 se decidió, en parte por razones políticas, poner en marcha una rehabilitación del complejo de la Maison de la Radio con Architecture-Studio como maestro de obras, Changement à vue para la escenografía y Nagata Acoustics y Lamoureux para la acústica. Además de una actualización a las normas antiincendios y un desamiantado de todo el edificio, se decidió aprovechar las obras para la construcción de una nueva sala de conciertos sinfónicos de mil cuatrocientos asientos, un aparcamiento subterráneo y la sustitución del aparcamiento actual en superficie por jardines. Todas las obras debían estar terminadas en 2013 con un coste estimado de 384 millones de euros, pero la inauguración del auditorio se pospuso al 14 de noviembre de 2014. El órgano del auditorio, realizado por la fábrica Gerhard Grenzing, pesa treinta toneladas, tiene doce metros de anchura, 5320 tubos y 87 juegos, repartidos en cuatro teclados y un pedalero. Fue inaugurado después de sus últimos ajustes (armonización) el 7 de mayo de 2016.
France Inter volvió a la Maison de la Radio el 21 de mayo de 2014. El 14 de noviembre de 2014, la Maison de Radio France reabrió al público y un gran concierto de la Orquesta Nacional de Francia y la Orquesta Filarmónica de Radio Francia inauguró con gran pompa el nuevo auditorio. A partir de esta fecha, se han grabado numerosas emisiones públicas y se ha establecido una programación de conciertos destinada al público joven. Por último, la Maison de la Radio acoge grandes eventos culturales como las Journées du patrimoine o la FIAC.

## Transporte
Está servida por la estación de metro de Passy, situada 750 metros hacia el norte. También está cerca la Estación de la Avenue du Président-Kennedy de la línea C del RER.